# Želiezovce
Želiezovce (in ungherese Zselíz, in tedesco Zelis) è una città della Slovacchia facente parte del distretto di Levice, nella regione di Nitra.

## Amministrazione

### Gemellaggi
- Miercurea Ciuc, dal 1991[3]